# 范鎮 (北宋)
范鎮（1009年—1089年1月15日），字景仁，華陽（今四川成都）人，北宋文学家、史学家。

## 生平
四岁既孤，从二兄范鎡、范锴为学，又尝受学于乡先生庞直温，由范鎡推荐跟随薛奎入京。薛奎预言范镇：“当以文学名于世”。入京后与宋庠、宋祁兄弟交好，自是名动场屋。
宋仁宗寶元元年（1038年）進士第一，不汲汲于进取，以直言敢諫聞名，如仁宗时论“立皇嗣”，英宗时论“濮安懿王称号”，神宗时论“新法”，勇于“临大节，决大议”。在政治上，范鎮支持司馬光，反對王安石變法，劾青苗法擾民，直言變法是殘民之術，後職官致仕。諡忠文，贈右金紫光祿大夫。
范镇其学本六经，口不道佛、老、申、韩，可谓一醇儒。在文学和史学方面成就卓著，很多个人的诗赋、应用文字都堪称文学精品，且流传甚远。苏轼称“其文清丽简远，学者以为师法。”精通唐史和当代史，曾参与《新唐书》的修撰，出力尤多，也曾参与当时宋廷的绝大多数当代史的修撰。
范镇与司马光私交甚好，曾约“吾与子生同志，死当同传。”苏轼在范镇墓志铭上言：“熙宁、元丰间，士大夫论天下贤者必曰君实（司马光）、景仁（范镇）。其道德风流足以师表当世，其议论可否足以荣辱天下。二公盖相得甚欢，皆自以为莫及。”

## 主要著作
参与编修：

1.	《新唐书》

2.	《仁宗实录》

3.	《玉牒》

4.	《日历》

5.	《类篇》

自撰：

1.	《文集》一百卷

2.	《谏垣集》十卷

3.	《内制集》三十卷

4.	《外制集》十卷

5.	《正言》三卷

6.	《乐书》三卷

7.	《国朝韵对》三卷

8.	《国朝事始》一卷

9.	《东斋记事》十卷

10.	《刀笔》八卷

### 引用
1. ↑  【范景仁墓誌銘】 （页面存档备份，存于），《東坡全集》。

### 來源
- 《宋史》卷337有《范鎮傳》。
- 苏轼：《范景仁墓志铭》，《东坡全集》卷八八
- 韩维：《范公神道碑》，《南阳集》卷三十
- 白話二十四史, 第 14 卷 （页面存档备份，存于）
- 范镇 （页面存档备份，存于）